# Estrella Siemens

Una Estrella Siemens.

L' estrella siemens és una formació circular constituïda de diversos radis que surten del seu centre, que s'usa com a dispositiu per a proves de focalització d'instruments òptics com les càmeres fotogràfiques i els comprovadors fotogràfics, entre d'altres.
Les estrelles de Siemens són similars al patró de raig de sol utilitzat com a fons en el disseny gràfic, com a la bandera naval japonesa, la bandera de la Força Aèria Russa i l'estàndard reial jordà. Són útils per atreure l'atenció a un punt de la pàgina.

## Característiques

Una estrella de Siemens amb 128 radis. Mostra l'àliasing al centre, on els radis són més petits que el pas del píxel. (No està borrosa ni aberrada, de manera que no mostra una resolució espúrea.)

Consisteix en un patró de "radis" brillants sobre un fons fosc que irradien des d'un centre comú i es fan més amples a mesura que s'allunyen d'ell. En concepte, els radis només es troben al centre exacte de l'estrella: els radis, i els espais entre ells, es fan més estrets com més a prop del centre es mira, però mai es toquen excepte al centre. Tanmateix, quan s'imprimeixen o es mostren en un dispositiu amb una resolució limitada, els radis es toquen a una certa distància del centre. La bretxa més petita visible està limitada pel punt més petit de tinta que pot produir la impressora, fent de l'estrella de Siemens una eina útil per comparar les resolucions de dues impressores (DPI). De la mateixa manera, es pot aplicar a la resolució òptica d'una càmera fent fotografies d'una estrella Siemens impresa en alta resolució i comparant fotografies de diferents càmeres, per veure quina conservava el detall central més proper.
Sota el desenfocament òptic, una estrella de Siemens (com qualsevol patró periòdic) dona lloc al fenomen de resolució espúrea per sobre del límit de resolució, és a dir, cap al centre de l'estrella de Siemens. (La resolució espúria sembla similar a l'àlies, però és un fenomen purament òptic, de manera que es produeix sense necessitat de píxels. ) Això provoca una polaritat invertida del patró de ratlles: apareixen ratlles negres en lloc de les franges blanques i viceversa (i es produeixen més inversions de polaritat més cap a dins). La il·lustració sota la funció de transferència òptica mostra una resolució espúrea causada pel desenfocament. Quan es mira l'estrella de Siemens amb una visió lleugerament borrosa, per exemple, sense ulleres o amb desenfocament de la mirada, es veu com un anell brillant al voltant del centre de l'estrella de Siemens que canvia de mida amb la distància de visió.

## Origen
L'estrella va ser desenvolupada per Siemens & Halske AG (avui Siemens) a la dècada de 1930 per provar les lents de les càmeres de pel·lícula estreta de Siemens.

Bandera de guerra de l'Exèrcit Imperial Japonès.

## Forces armades del Japó
Una variant molt coneguda de l'estrella siemens és el disc solar amb 16 rajos, usada històricament per les Forces Armades del Japó, particularment l'Armada Imperial Japonesa. La bandera, coneguda en japonès com Kyokujitsu-ki (旭日旗), va ser adoptada per primera vegada com a bandera naval en 7 d'octubre de 1889, i va ser usada fins al final de la Segona Guerra Mundial en 1945. Va ser re-adoptada el 30 de juny de 1954, i avui és usada com a bandera naval de la Força Marítima d'Autodefensa del Japó.